# Rudoltovice

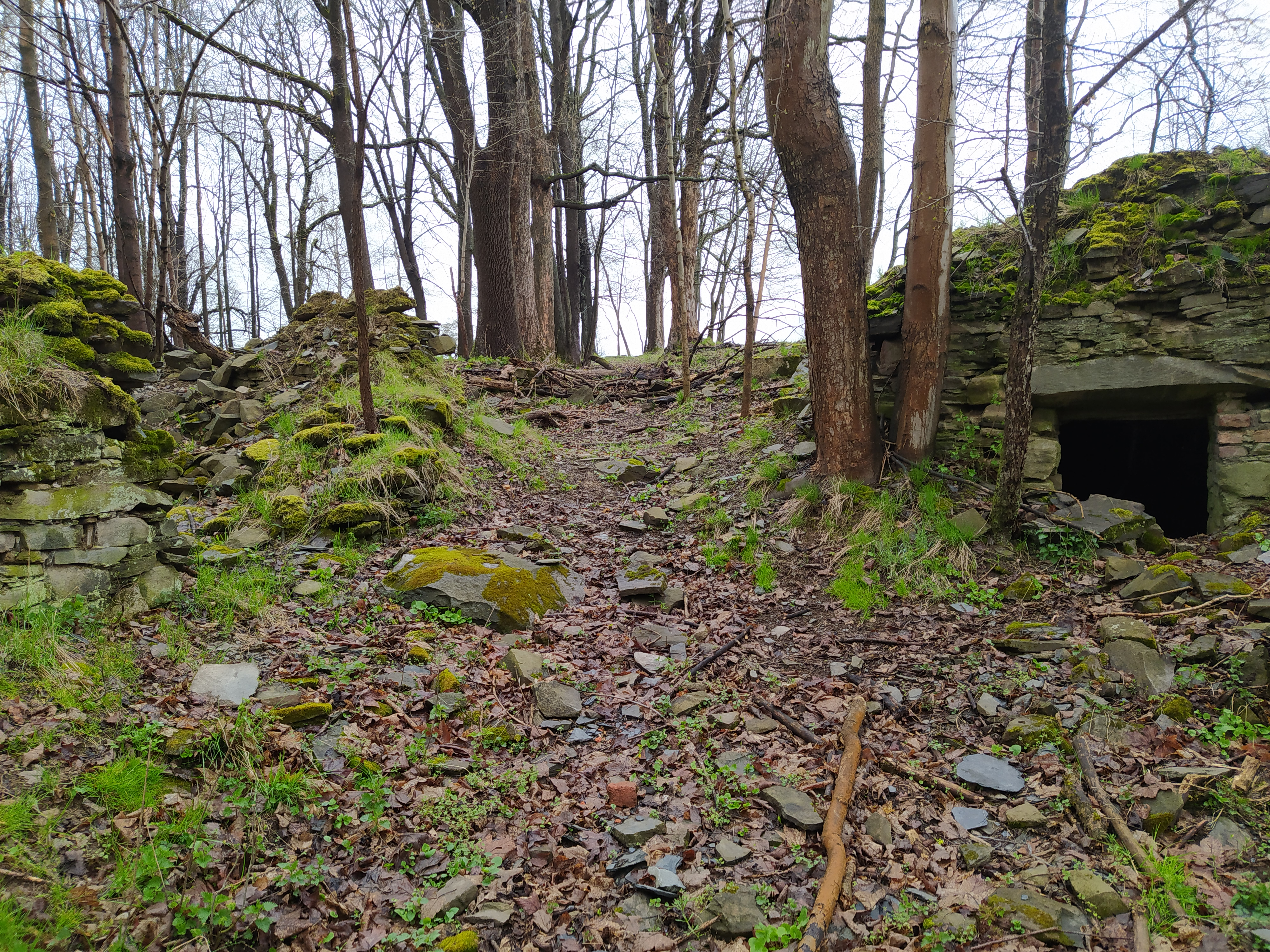
Rudoltovice (Ruine am Fuße des Dorfes)

Rudoltovice (deutsch Rudelzau) ist ein aufgelassenes Dorf auf dem Truppenübungsplatz Libavá im Okres Olomouc in Tschechien.

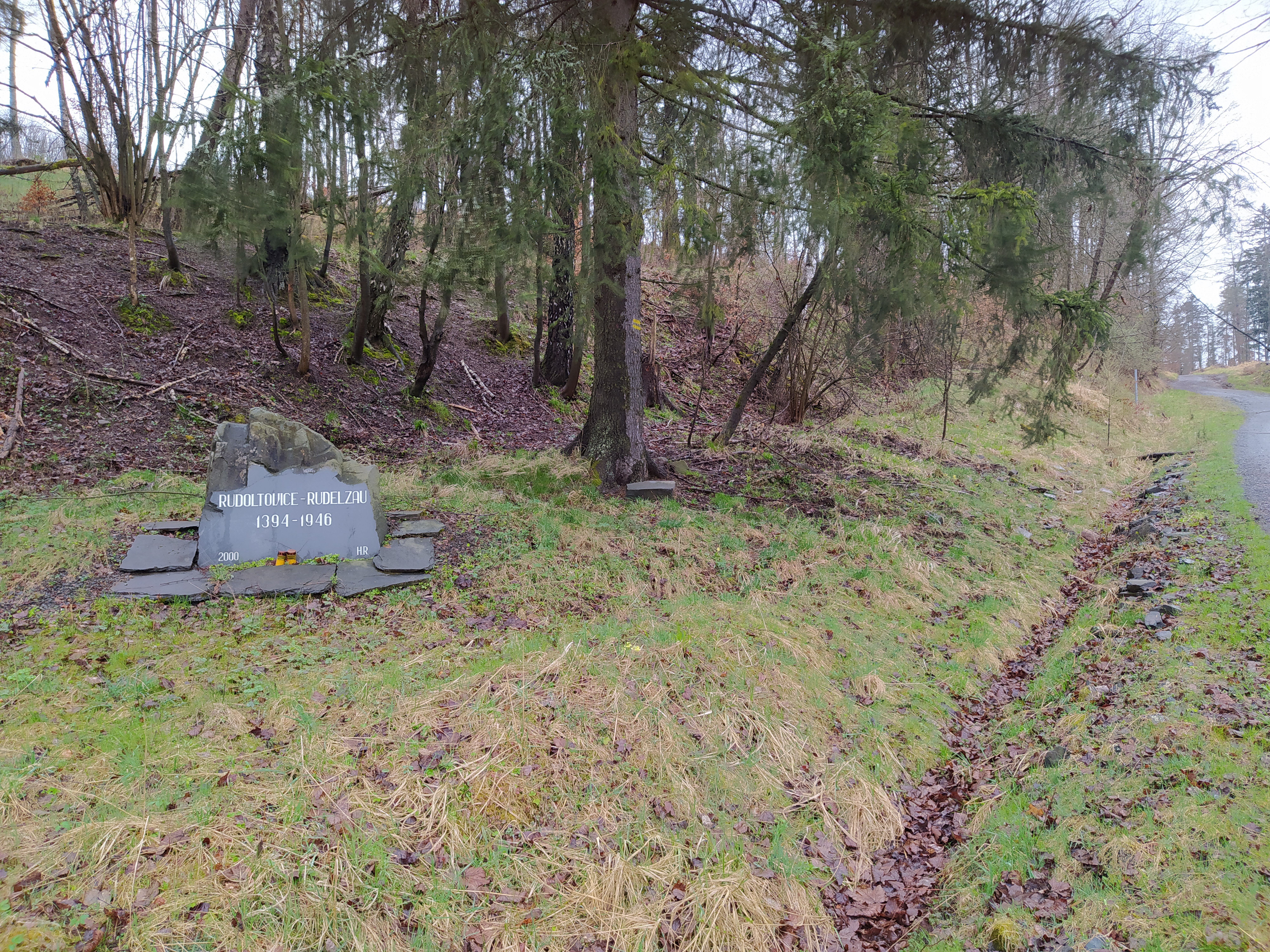
Steinernes Denkmal, das von einheimischen deutschen Vertriebenen erbaut wurde.

## Geschichte
Rudelzau wurde 1394 zuerst erwähnt. Bis 1918 lautete die tschechische Bezeichnung des Ortes Rudoltice. Es lag an einem Hang südlich der Oder. Die Kreisstraße von Potštát nach Budišov führte durch das Zentrum des Dorfes, am nördlichen Ende des Dorfes zweigte die Straße nach Město Libavá ab.
Seit dem Mittelalter wurden hier Silber und Blei abgebaut. Im Jahre 1711 befreite der Besitzer der örtlichen Herrschaft aus dem Geschlecht der von Walderode  die Siedler von Rudoltovice von der Fronarbeit. Im Jahr 1758 wurden 2/3 des Ortes sowie die damalige Holzkirche durch einen Brand zerstört. 1758–1760 wurde eine neue Kirche im barocken Stil errichtet. Eine Schule wird in Rudoltovice 1779 erwähnt, ein eigenes Schulgebäude wurde 1817 errichtet und 1887 aufgestockt. Neben der städtischen Schule gab es ab 1925 eine zweijährige landwirtschaftliche Volksschule. Es hatte 1920 996 Einwohner; 1939 waren es 1069. Der landwirtschaftlich geprägte Ort gehörte von 1939 bis 1945 zum Landkreis Bärn.
Die Einwohner wurden größtenteils 1946 vertrieben und der Ort im Rahmen der Errichtung des Truppenübungsplatzes Libavá zerstört. Das Gelände des Ortes liegt im Sperrgebiet. Seit dem Jahr 2000 erinnert ein außerhalb des alten Ortskerns gelegener Gedenkstein an den Ort.

### Demographie
| Jahr      | Einwohner               | Anzahl der Häuser |
| --------- | ----------------------- | ----------------- |
| 1835      | 947                     | 140               |
| 1885      | 1203                    | 167               |
| 1921      | 998 (davon 5 Tschechen) | 227               |
| 1944      | 1.067                   | ?                 |
| Gegenwart | 0                       | 0                 |

(Quelle für 1835–1921)

## Veranstaltungen
Rudoltovice befindet sich innerhalb des absoluten Sperrgebietes. Obwohl der Truppenübungsplatz einmal im Jahr am 1. Mai während der Fahrradtouristikaktion „Bílý kámen“ geöffnet ist, befindet sich Rudoltovice auf keiner der zugelassenen Transitrouten und ist daher das ganze Jahr über unzugänglich.

## Galerie

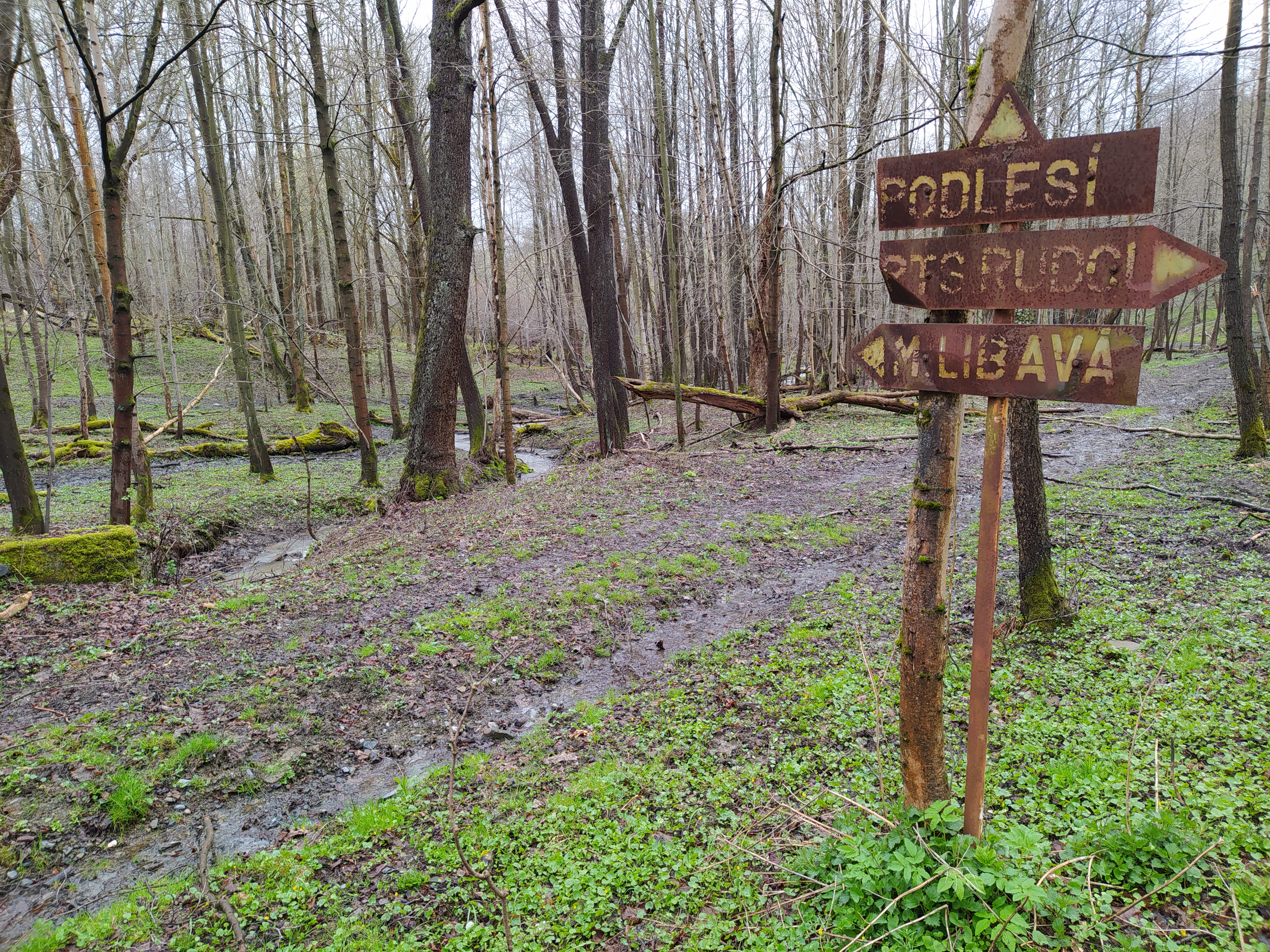
Verkehrszeichen am unteren Ende von Rudoltovice
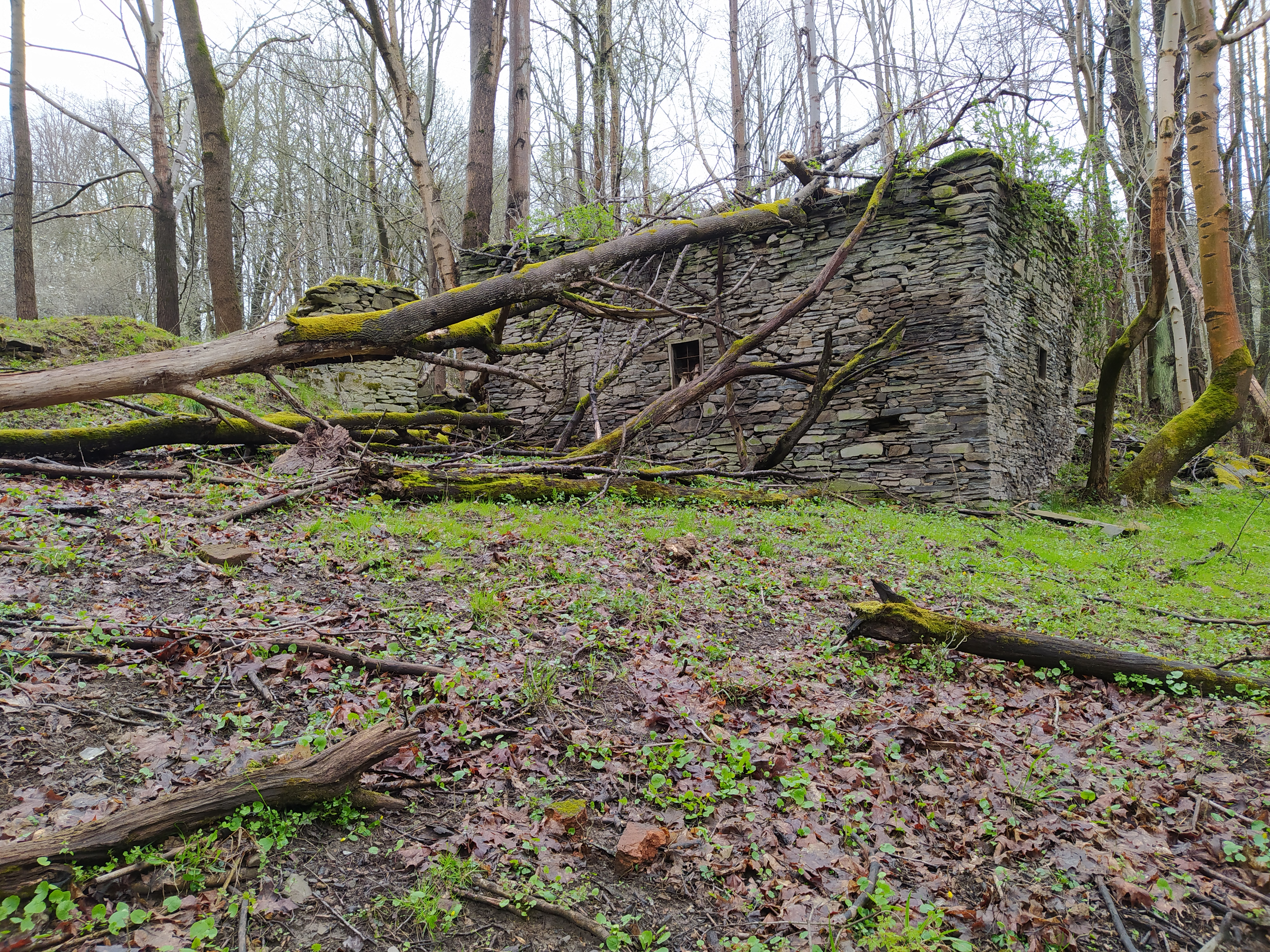
Rudoltovice (unterer Teil)
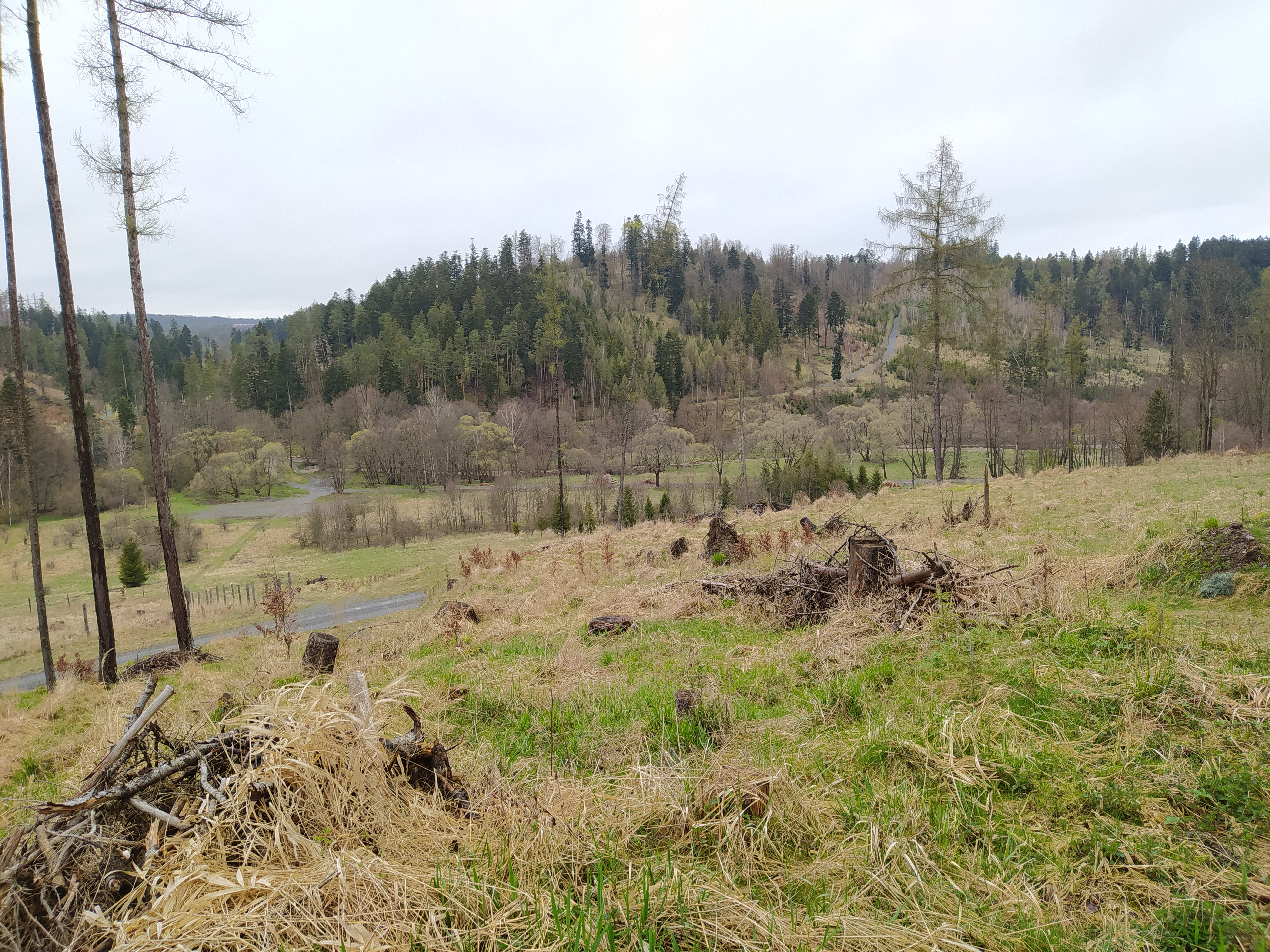
Straße von Rudoltovice nach der Wüstung Nový Mlýn
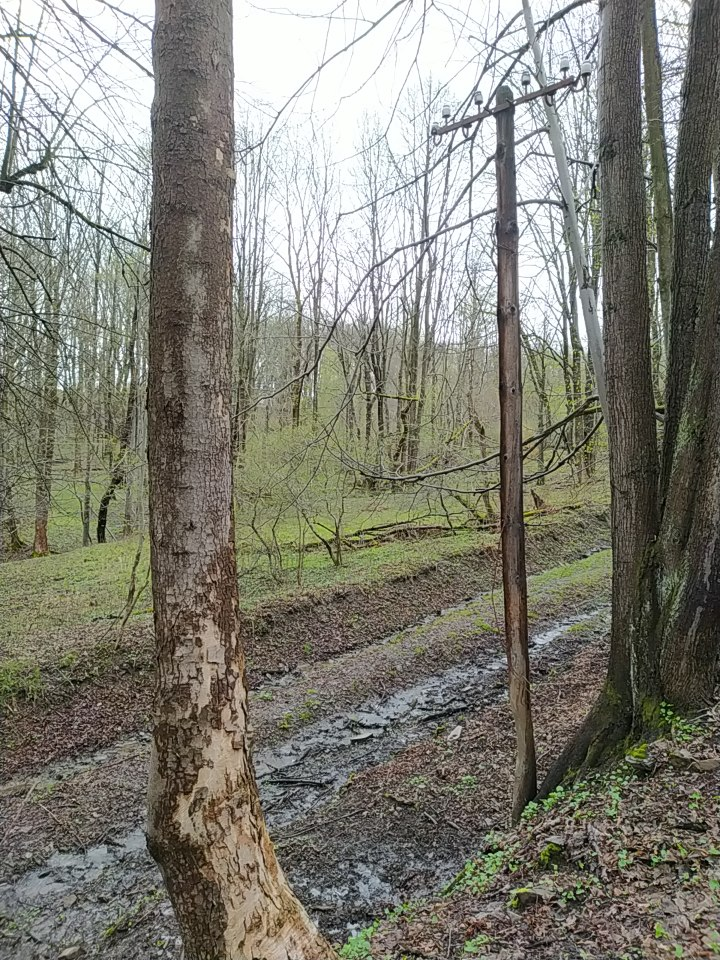
Stromleitungsmast in Rudoltovice
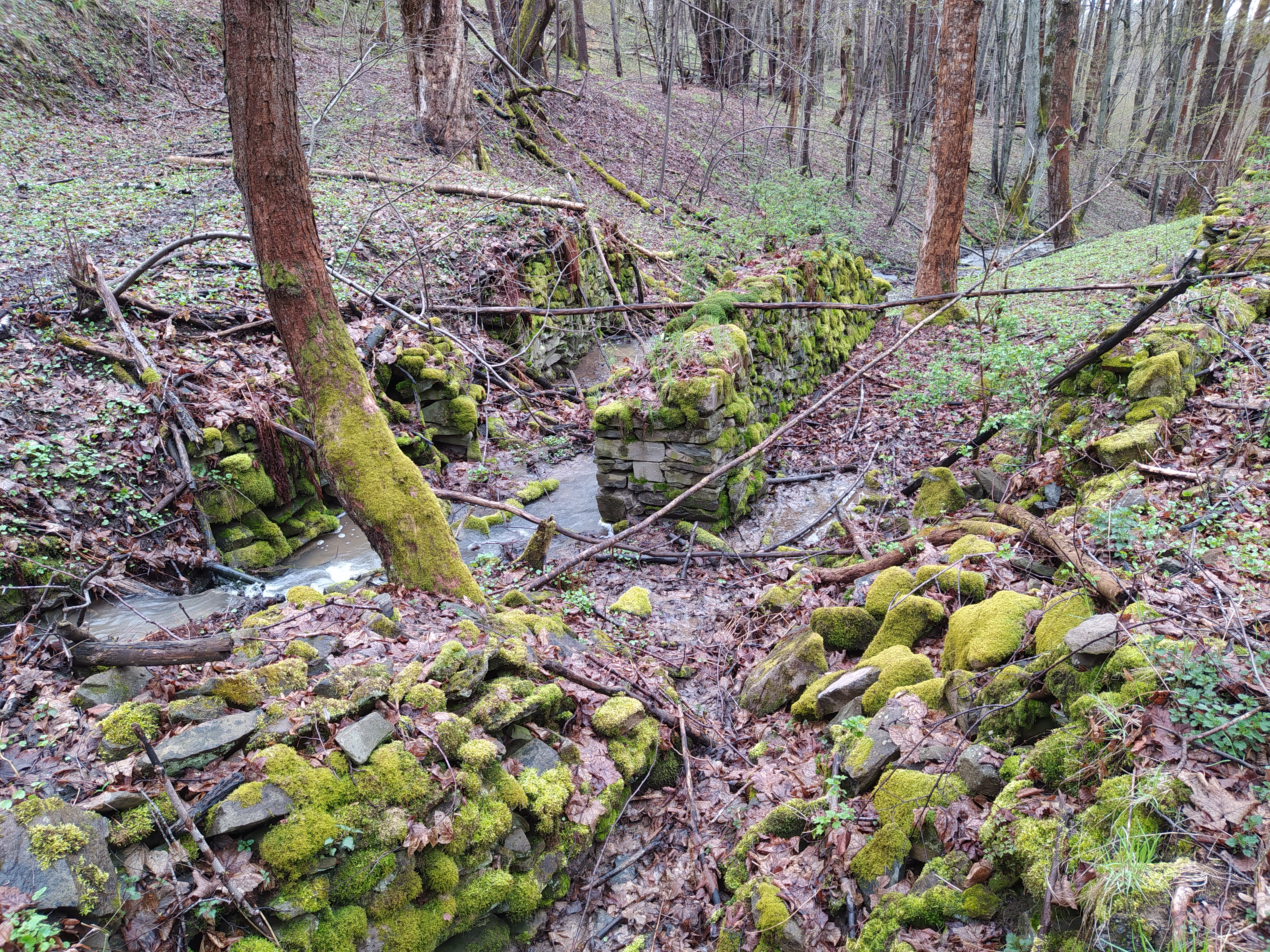
Ruine am Bach in Rudoltovice
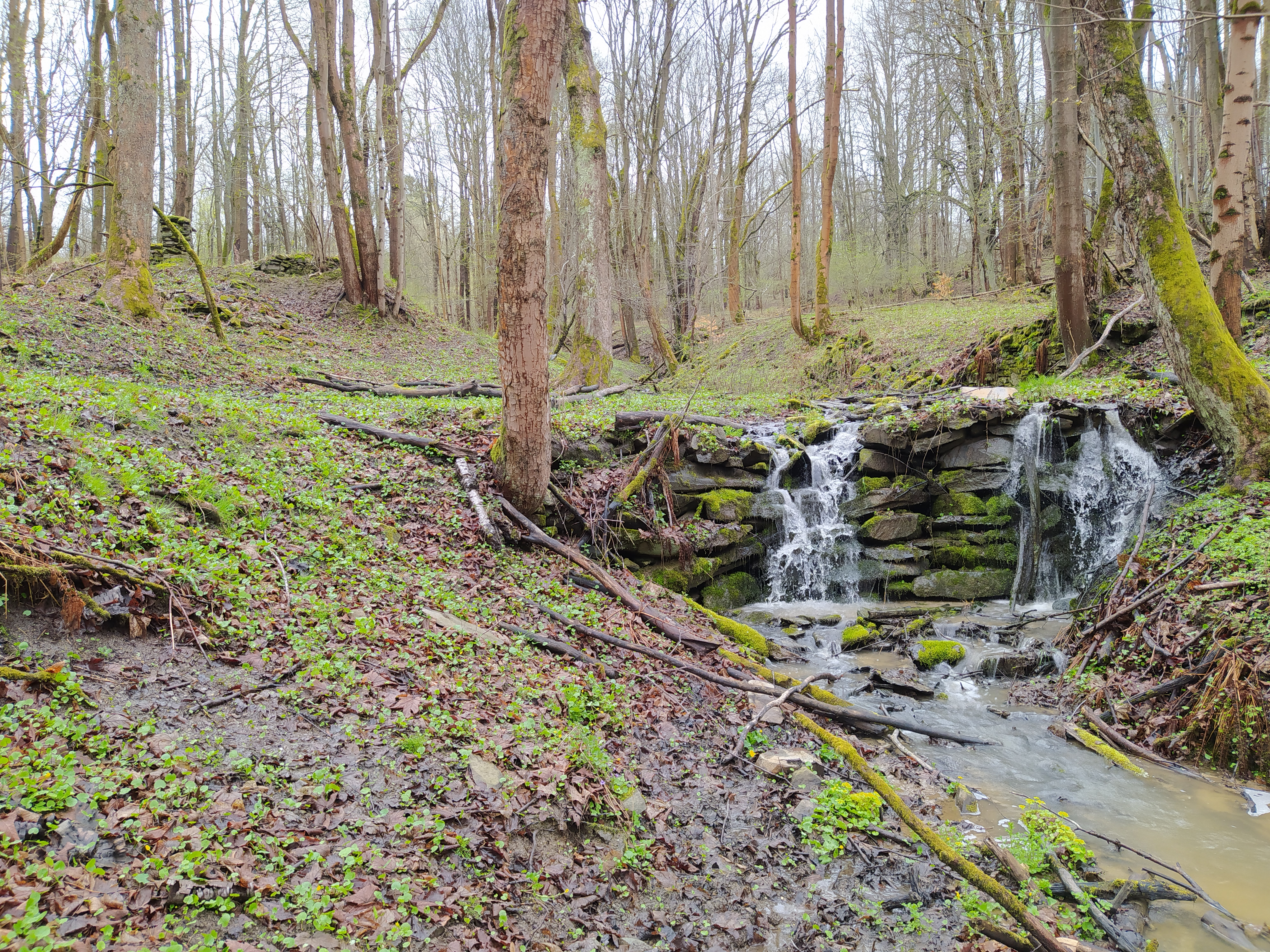
Rudoltovice-Wasserfall
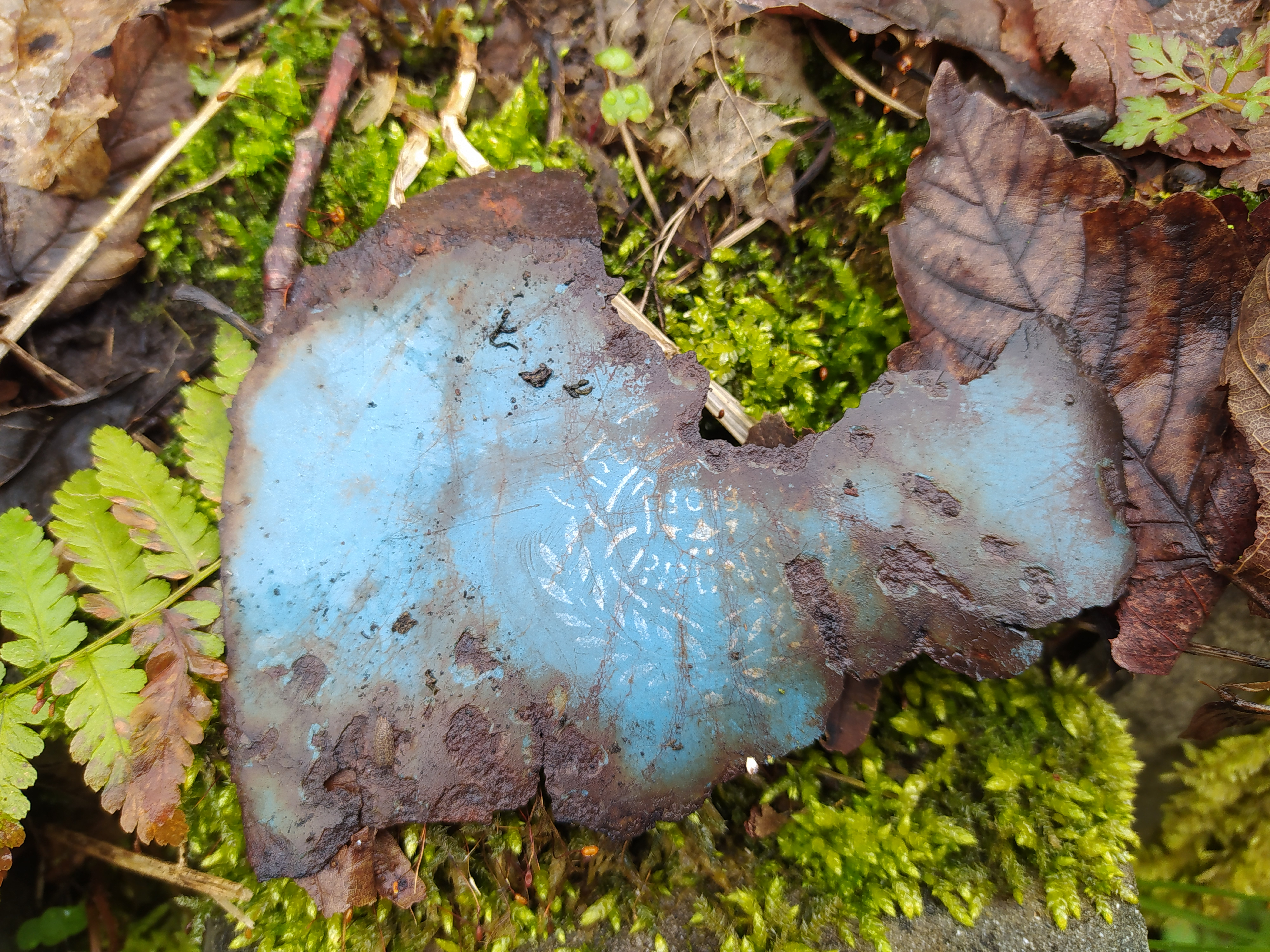
Rudoltovice („Archäologie“: ein alter emaillierter Gefäßrest mit der deutschen Aufschrift „Brünn“)
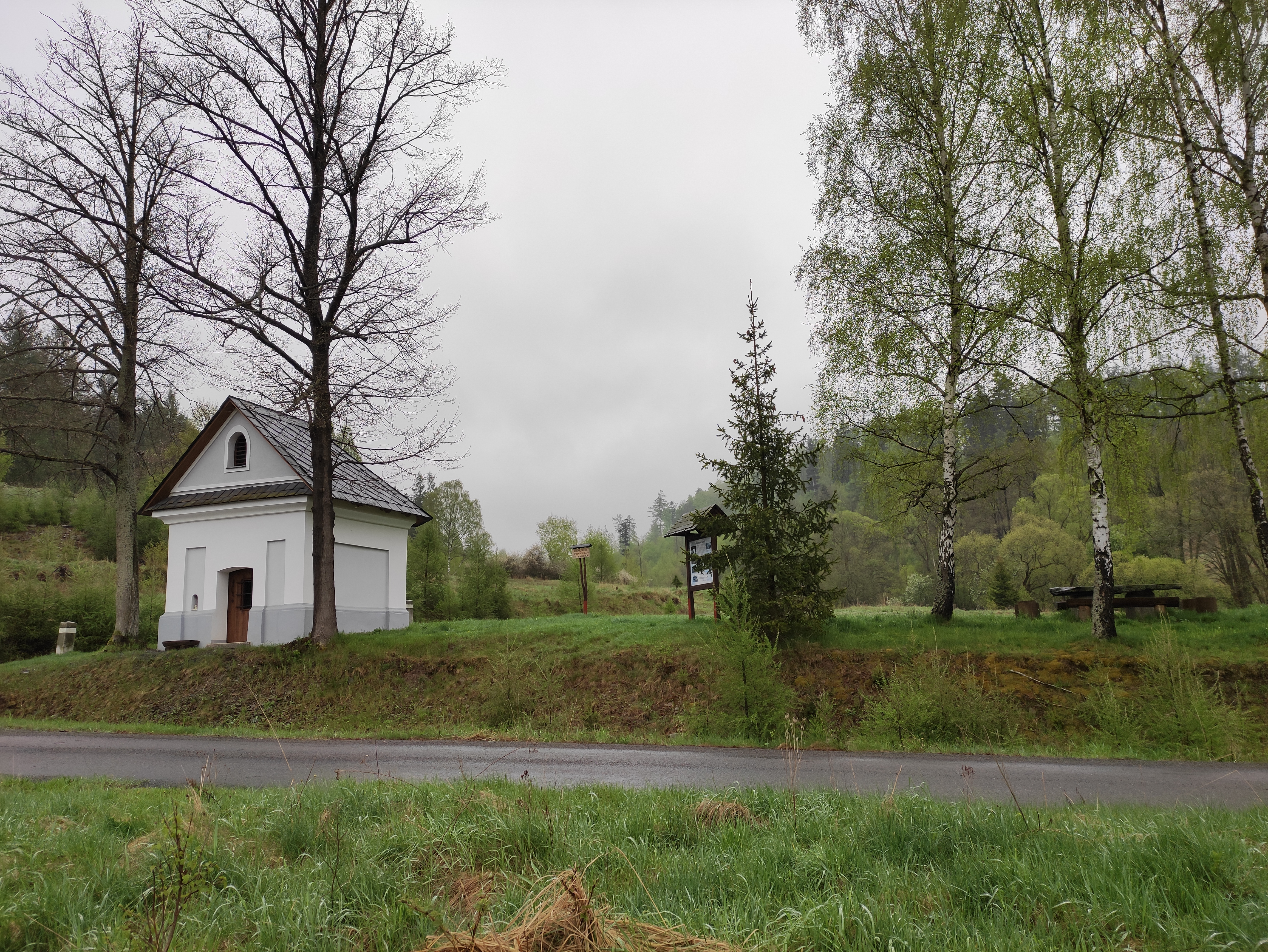
Friedhofskapelle (Hřbitovní kaplička) Militärbezirk Libavá